# Bazilika Naše Gospe od Anđela
 Bazilika Naše Gospe od Anđela (špa. Nuestra Señora de los Ángeles) - katolička bazilika u Kostariki, koja se nalazi u gradu Cartagu, a posvećena je Djevici Mariji, tj. Gospi od Anđela.
Bazilika je izgrađena 1639. godine. Bila je djelomično uništena u potresu. Obnovljena je i čini jedinstveni spoj kolonijalne arhitekture, kao i bizantskog stila 19. stoljeća.
Djevojčica iz grada Cartaga, pronašla je mali kip Djevice Marije na stijeni i ponijela ga kući. Sljedećeg jutra otkrila je, da kip više nije bio tamo, već se vratio na stijenu, pa je to rekla lokalnom svećeniku, a on je kip uzeo i zaključao u malu kutiju. Sljedećeg jutra, kip se ponovno vratio na stijenu. Tijekom izgradnje, lokalna crkva bila je srušena od potresa nekoliko puta. Konačno je odlučeno, da se premjesti na mjesto gdje je pronađen kip. I od onda više nije stradavala u potresima.
Zbog tamne puti kamenog kipa, ponekad se zova i Crna Gospa (špa. La Reina de Negrita). Gospa od Anđela službeno je proglašena zaštitnicom Kostarike.
U kolovozu je glavno godišnje hodočašće, kada dođe oko 2,5 milijuna vjernika iz cijele Kostarike, koji dio puta prijeđu pješice ili klečeći. 